# Veliki moškatnik
Veliki moškatnik (znanstveno ime Calosoma sycophanta) je plenilska vrsta hrošča iz družine krešičev, ki je razširjena tudi v Sloveniji.

## Opis
Odrasli veliki moškatniki dosežejo v dolžino med 21 in 35 mm. Spadajo v družino krešičev in imajo kovinsko zelene pokrovke (elitre) z vdolbinami, medtem ko je ščitek kovinsko modre barve. Glava je črna. Za velikega moškatnika je značilne iridescenca barv, ki se preliva od zelene do modre, bakrene, bronaste pa vse do črne. Barva je odvisna od kota in kvalitete svetlobe, ki se odbija od površine hrošča.

## Biologija
Veliki moškatnik je velik plenilec različnih gosenic, predvsem gosenic gobarja, hrastovega sprevodnega prelca, pinijevega sprevodnega prelca in zlatoritke. Vrsta je plenilska v vseh razvojnih stadijih.
Odrasli veliki moškatnik je dejaven podnevi. Iz prezimovališča se prikaže spomladi, ko se začne tudi parjenje, ki traja en teden. Samice po oploditvi v zemljo odložijo do 150 jajčec v skupinah po 5. Po 2 do 3 tednih se iz jajčec izležejo temne ličinke, ki so zelo gibljive in se hranijo z gosenicami podnevi in ponoči. V dolžino lahko dosežejo do 4 cm. Po dveh do štirih tednih se ličinke zabubijo v zemlji, po treh tednih pa se iz njih izležejo imagi, ki ostanejo v zemlji, da prezimijo. Spomladi pridejo iz zemlje v maju in juniju, in nato 2 do 3 leta v krošnjah dreves lovijo druge žuželke, predvsem gosenice. Imagi v enem letu polovijo okoli 400 gosenic, zaradi česar je vrsta zanimiva za gojenje in uporabo pri biološkem nadzoru škodljivcev. 
Iz tega razloga so velikega moškatnika začeli preučevati že zgodaj, še posebej pa so se znanstveniki posvetili na njegovo sposobnost lovljenja gosenic, okuženih s patogenimi glivami, med katerimi izstopajo gosenice, okužene z vrsto Vairimorpha disparis.

## Razširjenost
Vrsta je domorodna in splošno razširjena v Evropi, Bližnjem Vzhodu in v Severni Afriki. Leta 1905 so velikega moškatnika za potrebe biološkega nadzora škodljivcev naselili v Novo Anglijo (ZDA), kjer se še danes goji za vzdrževanje populacije navadnega gobarja.

## Podvrste in variacije
- Calosoma sycophanta var. severum Chaudoir, 1850
- Calosoma sycophanta var. nigrocyaneum Letzner, 1850
- Calosoma sycophanta var. marginatum Letzner, 1850
- Calosoma sycophanta var. azureum Letzner, 1850
- Calosoma sycophanta var. purpureoaureum Letzner, 1850
- Calosoma sycophanta var. cupreum Letzner, 1850
- Callipara sycophanta rapax Motschoulsky, 1865
- Calosoma sycophanta var. smaragdinum Rossi, 1882
- Calosoma sycophanta var. habelmanni Schilsky, 1888
- Calosoma sycophanta var. purpuripenne Reitter, 1891
- Calosoma sycophanta ab. corvinum Heller, 1897
- Calosoma sycophanta ab. anthracinum Houlbert, 1907
- Calosoma sycophanta prasinum Lapouge, 1907
- Calosoma sycophanta ab. solinfectum Jänichen, 1914
- Calosoma sycophanta var. lapougei Breuning, 1927
- Calosoma (Callipara) sycophanta, Lapouge, 1932
- Calosoma sycophanta nigrosuturale Jaquet, 1930
- Calosoma sycophanta nigroaeneum Polentz, 1937
- Calosoma (Calosoma) sycophanta, Jeannel, 1940
- Calosoma (Calosoma) sycophanta, Gidaspow, 1959
- Calosoma (Calosoma) sycophanta, Deuve, 1997
- Calosoma (Calosoma) sycophanta, Erwin, 2007

## Galerija
- Odrasel hrošč v lovu na gosenico gobarja
- Ličinka
- Ličinka velikega moškatnika med hranjenjem z ličinko gobarja
- Buba